# Albert Friedrich Kaselitz
Albert Friedrich Kaselitz (* 18. Februar 1821 in Berlin; † 28. Mai 1884 in Chur) war ein deutscher Maler.

## Leben
Kaselitz wurde an der Berliner Kunstakademie ausgebildet. In jungen Jahren begleitete er Bündner Adlige von Graubünden bis Sizilien auf ihren Studienreisen. Ab 1850 arbeitete er als Zeichenlehrer an der Stadtschule und an der Kantonsschule in Chur. 1859 heiratete er Louise von Mohr (1817–1892), Tochter von Theodor von Mohr und Schwester von Peter Conradin von Mohr.
Kaselitz fertigte Porträts und Landschaften etwa im Stile Carl Spitzwegs an. Eines der hervorstechendsten Merkmale seiner Arbeit sind sehr feine, topographisch genaue Gemälde. Bekannt sind etwa zehn Gemälde, drei davon befinden sich im Besitz des Rätischen Museums Chur, sowie zwei weitere Gemälde bei der Fundaziun Capauliana in Chur. Vermutet werden einige weitere hochwertige Gemälde in Privatbesitz.